# IC 4802
IC 4802 је група звијезда у сазвјежђу Стријелац која се налази на листи објеката дубоког неба у Индекс каталогу.
Деклинација објекта је - 22° 41' 51" а ректасцензија 18h 55m 7,2s.